# Hussain Ghuloum
Hussain Ghuloum Abbas Ali (arabe : حسين غلوم عباس) (né le 24 septembre 1969) est un joueur de football international émirati, qui évoluait au poste d'attaquant.

## Biographie

### Carrière en sélection
Avec l'équipe des Émirats arabes unis, il joue 31 matchs (pour 2 buts inscrits). Il figure notamment dans le groupe des sélectionnés lors de la Coupe du monde de 1990. Lors du mondial, il joue trois matchs : contre la Colombie, l'Allemagne et la Yougoslavie.
Il dispute également la Coupe d'Asie des nations de 1988.
Il joue enfin 10 matchs comptant pour les qualifications des coupes du monde 1986, 1990 et 1994.